# Guxian Xiang
Guxian Xiang (kinesiska: 固献乡, 固献) är en socken i Kina. Den ligger i provinsen Hebei, i den norra delen av landet, omkring 340 kilometer söder om huvudstaden Peking. Antalet invånare är 32 327. Befolkningen består av 15 910 kvinnor och 16 417 män. Barn under 15 år utgör 20,0 %, vuxna 15-64 år 71 %, och äldre över 65 år 7,0 %.
Genomsnittlig årsnederbörd är 618 millimeter. Den regnigaste månaden är juli, med i genomsnitt 214 mm nederbörd, och den torraste är januari, med 4 mm nederbörd.